# Galaxy Air
Galaxy Air est une ancienne compagnie aérienne basée au Kirghizistan.
La compagnie figurait sur la liste des compagnies aériennes interdites d'exploitation dans l'Union européenne.

## Destinations
En mai 2007, Galaxy Air assurait des vols cargo réguliers vers les destinations suivantes :
- Inde
  - Delhi
- Kirghizistan
  - Bichkek, hub
- Émirats arabes unis
  - Dubaï

En raison de la décision de l’Union européenne, prise le 12 octobre 2006, d’interdire l’ensemble des 27 compagnies aériennes enregistrées au Kirghizistan — compagnies toujours présentes sur la liste au 5 mars 2007 — la compagnie a été contrainte de réduire son programme de vols.

## Flotte
En mai 2007, la flotte de Galaxy Air comprenait :
- 1 Boeing 707-320C